# Liste von Spezialeinheiten
Die Liste von Spezialeinheiten beinhaltet eine internationale Auswahl von aktiven sowie außer Dienst gestellten Spezialeinheiten. Die Definition der Einheiten als Spezialeinheit wird aus den nationalen Regularien wie bspw. in Deutschland dem Konzept für die Aufstellung und den Einsatz von Spezialeinheiten der Länder und des Bundes für die Bekämpfung von Terroristen, der Polizeidienstvorschrift 100 oder den Aufstellungs- und Einsatzkonzepten der Abteilung Spezialoperationen im Einsatzführungskommando der Bundeswehr übernommen.

## Aktive Spezialeinheiten

### Militär

#### Verbundkommandos
| Name der Einheit                                                       | Gattung/Organisation/Verband | Land                   | Gründung |
| ---------------------------------------------------------------------- | ---------------------------- | ---------------------- | -------- |
| Agrupación de Fuerzas Especiales Antiterroristas Urbanas (AFEUR)       | Verbundkommando              | Kolumbien              | 1985     |
| Canadian Special Operations Forces Command (CANSOFCOM)                 | Verbundkommando              | Kanada                 | 2006     |
| Comando interforze per le Operazioni delle Forze Speciali (COFS)       | Verbundkommando              | Italien                | 2004     |
| Dowództwo Wojsk Specjalnych (DWS) (Teil des Wojska Specjalne)          | Verbundkommando              | Polen                  | 2007     |
| Commandement des opérations spéciales (COS)                            | Verbundkommando              | Frankreich             | 1992     |
| Grupos de Acción Unificada por la Libertad Personal (GAULA)            | Verbundkommando              | Kolumbien              | 1996     |
| Abteilung Spezialoperationen im Einsatzführungskommando der Bundeswehr | Verbundkommando              | Deutschland            | 2012     |
| Kommando Spezialkräfte (Schweiz) (KSK)                                 | Verbundkommando              | Schweiz                | 2012     |
| Jordanian Special Operations Command                                   | Verbundkommando              | Jordanien              | 1996     |
| Groupement des forces spéciales (GFS)                                  | Verbundkommando              | Tunesien               | 1965     |
| Командування сил спеціальних операцій (КССпО)                          | Verbundkommando              | Ukraine                | 2016     |
| Philippine Army’s Special Operations Command (PASOCOM)                 | Verbundkommando              | Philippinen            | 1978     |
| United Kingdom Special Forces (UKSF)                                   | Verbundkommando              | Vereinigtes Königreich | 1987     |
| US Joint Special Operations Command (JSOC)                             | Verbundkommando              | Vereinigte Staaten     | 1980     |
| US Special Operations Command (SOCOM)                                  | Verbundkommando              | Vereinigte Staaten     | 1987     |
| NATO Special Operations Headquarters (NSHQ)                            | Verbundkommando              | NATO                   | 2006     |
| Special Operations Command (SOCOMD)                                    | Verbundkommando              | Australien             | 2003     |

#### Einheiten
| Name der Einheit                                                         | Gattung/Organisation/Verband                                                         | Land                    | Aufstellung             |
| ------------------------------------------------------------------------ | ------------------------------------------------------------------------------------ | ----------------------- | ----------------------- |
| 1er régiment de parachutistes d’infanterie de marine (1er RPIMa)         | Französisches Heer                                                                   | Frankreich              | 1940                    |
| 1st Special Forces Operational Detachment-Delta (Airborne) (Delta Force) | US Army                                                                              | Vereinigte Staaten      | 1977                    |
| 2nd Commando Regiment                                                    | Australian Defence Force                                                             | Australien              | 2009                    |
| 4° Rgt. Alpini Paracadutisti                                             | Italienisches Heer                                                                   | Italien                 | (1952)                  |
| 5. Pluk špeciálneho určenia                                              | Slowakische Streitkräfte                                                             | Slowakei                | 1993                    |
| 7 Eskadra Działań Specjalnych                                            | Siły Powietrzne (Operationsführung Dowództwo Wojsk Specjalnych des Wojska Specjalne) | Polen                   | 2011                    |
| 9. Fallschirmjäger-Sturmregiment Col Moschin (9° Rgt. „Col Moschin“)     | Italienisches Heer                                                                   | Italien                 | 1953                    |
| 13e régiment de dragons parachutistes (13e RDP)                          | Französisches Heer                                                                   | Frankreich              | 1948                    |
| 17º Stormo Incursori                                                     | Italienische Luftwaffe                                                               | Italien                 | 2003                    |
| 24th Special Tactics Squadron                                            | US Air Force                                                                         | Vereinigte Staaten      | ?                       |
| 68a Brigada specialni sili                                               | Bulgarisches Heer                                                                    | Bulgarien               |                         |
| 185° Rgt. Ricognizione Acquisizione Obiettivi (RAO)                      | Italienisches Heer                                                                   | Italien                 | 2000                    |
| 601. skupina speciálních sil                                             | Tschechisches Heer                                                                   | Tschechien              | 1995                    |
| USGN                                                                     | Tunesische Nationalgarde                                                             | Tunesien                | 1980                    |
| 641st Special Warfare Naval Unit                                         | Marine Azerbaijans                                                                   | Aserbaidschan           |                         |
| Agrupación de Fuerzas de Operaciones Especiales (AFOE)                   | Argentinische Streitkräfte                                                           | Argentinien             | 2005                    |
| Aitvaras                                                                 | Litauische Armee                                                                     | Litauen                 | 1991                    |
| ALFA                                                                     | FSB (Inlandsgeheimdienst)                                                            | Russland                | 1974                    |
| Armee-Aufklärungsdetachement 10                                          | Schweizer Armee                                                                      | Schweiz                 | 2004                    |
| Army Ranger Wing                                                         | Irish Defence Forces                                                                 | Irland                  | 1980                    |
| Aschura-Einheit                                                          | Iranische Revolutionsgarde                                                           | Iran                    | 1993                    |
| Australian Special Air Service Regiment (SASR)                           | Australian Defence Force                                                             | Australien              | 1964                    |
| Belize Special Assignment Group (BSAG)                                   | Belize Defence Force                                                                 | Belize                  |                         |
| Bijzondere Bijstand Eenheid (BBE)                                        | Niederländische Marine                                                               | Niederlande             | 1973                    |
| Bordo Bereliler                                                          | Türkische Streitkräfte                                                               | Türkei                  | 1952                    |
| Brigada de Fuerzas Especiales Kaibil                                     | Streitkräfte Guatemalas                                                              | Guatemala               | 1974                    |
| Comando de Fuerzas Especiales                                            | Fuerza Aérea de la República Dominicana                                              | Dominikanische Republik | 1984                    |
| Comando Subacquei ed Incursori (COMSUBIN)                                | Italienische Marine                                                                  | Italien                 | 1952                    |
| Commando Hubert                                                          | Französische Marine                                                                  | Frankreich              | 1953                    |
| Commando Parachutiste de l’Air N.10                                      | Französische Luftstreitkräfte                                                        | Frankreich              | ?                       |
| Commandos de recherche et d’action en profondeur                         | Französisches Heer                                                                   | Frankreich              | 2000                    |
| Compañía de Esquiadores Escaladores                                      | Spanisches Heer                                                                      | Spanien                 | 1960                    |
| Destacamento de Operações Especiais - RANGERS (DOE)                      | Portugiesisches Heer                                                                 | Portugal                | 1960                    |
| Regimento de Comandos (CTCmds)                                           | Portugiesisches Heer                                                                 | Portugal                | 1962                    |
| Destacamento de Acções Especiais (DAE)                                   | Portugiesische Marine                                                                | Portugal                | 1985                    |
| Destacamentos de Mergulhadores Sapadores                                 | Portugiesische Marine                                                                | Portugal                | 1988                    |
| 4e régiment d'hélicoptères des forces spéciales                          | Französisches Heer                                                                   | Frankreich              | 1997                    |
| Eidiko Tmima Alexiptotiston                                              | Griechisches Heer                                                                    | Griechenland            | 1959                    |
| Escuadrilla de Zapadores Paracaidistas (EZAPAC)                          | Spanische Luftwaffe                                                                  | Spanien                 | 1946                    |
| Frømandskorpset                                                          | Dänische Marine                                                                      | Dänemark                | 1957                    |
| Jednostka Wojskowa Agat                                                  | Wojska Specjalne                                                                     | Polen                   | 2011                    |
| Jednostka Wojskowa Formoza                                               | Wojska Specjalne                                                                     | Polen                   | 1975                    |
| Jednostka Wojskowa Grom                                                  | Wojska Specjalne                                                                     | Polen                   | 1990                    |
| Jednostka Wojskowa Komandosów                                            | Wojska Specjalne                                                                     | Polen                   | 1961                    |
| Jednostka Wojskowa Nil                                                   | Wojska Specjalne                                                                     | Polen                   | 2009                    |
| Groupe d’Intervention Spécial (GIS)                                      | Algerische Streitkräfte                                                              | Algerien                | 1987                    |
| Groupement des commandos parachutistes (GCP)                             | Französisches Heer                                                                   | Frankreich              | 2001                    |
| Grupos de Operaciones Especiales (GOE)                                   | Spanisches Heer                                                                      | Spanien                 | 1991                    |
| Gruppo di Intervento Speciale (GIS)                                      | Carabinieri                                                                          | Italien                 | 1978                    |
| Hærens Jegerkommando (HJK)                                               | Norwegische Streitkräfte                                                             | Norwegen                | 1962                    |
| Intelligence Support Activity (ISA)                                      | US Army                                                                              | Vereinigte Staaten      | 1980                    |
| Jaegerkorpset                                                            | Dänisches Heer                                                                       | Dänemark                | 1961                    |
| Jagdkommando                                                             | Bundesheer                                                                           | Österreich              | 1964                    |
| Special Operations Group                                                 | Bodenselbstverteidigungsstreitkräfte                                                 | Japan                   | 1998                    |
| Central Readiness Regiment                                               | Bodenselbstverteidigungsstreitkräfte                                                 | Japan                   | 2008                    |
| Special Boarding Unit                                                    | Japanische Maritime Selbstverteidigungsstreitkräfte                                  | Japan                   |                         |
| Jechidat Duvdevan                                                        | Israelisches Heer                                                                    | Israel                  | Anfang der 1980er Jahre |
| Jechidat Schaldag                                                        | Israelische Luftstreitkräfte                                                         | Israel                  | 1974                    |
| Joint Aviation Unit                                                      | Verbundeinheit der US-Streitkräfte                                                   | Vereinigte Staaten      | 1980                    |
| Joint Communications Unit                                                | Verbundeinheit der US-Streitkräfte                                                   | Vereinigte Staaten      | 1980                    |
| Joint Task Force Two (JTF 2)                                             | Verbundeinheit der Kanadischen Streitkräfte                                          | Kanada                  | 1993                    |
| Jordanian Army Counter Terrorism Battalion 71 (CTB-71)                   | Jordanische Streitkräfte                                                             | Jordanien               | 1992 (2004)             |
| Kommando Spezialkräfte (KSK)                                             | Deutsches Heer                                                                       | Deutschland             | 1996                    |
| Kommando Spezialkräfte der Marine (KSM)                                  | Deutsche Marine                                                                      | Deutschland             | 2014                    |
| Korps Commandotroepen                                                    | Niederländisches Heer                                                                | Niederlande             | 1950                    |
| Maderal Oleaga XIX                                                       | Spanische Legion                                                                     | Spanien                 | ?                       |
| Marinejegerkommandoen (MJK)                                              | Norwegische Marine                                                                   | Norwegen                | 1951                    |
| MEE                                                                      | Griechische Luftstreitkräfte                                                         | Griechenland            | 1998                    |
| Monada Ypovrichion Katastrofon (MYK)                                     | Griechische Marine                                                                   | Griechenland            | 1953                    |
| New Zealand Special Air Service (NZSAS)                                  | New Zealand Defence Force                                                            | Neuseeland              | 1955                    |
| Netherlands Maritime Special Operations Forces (NLMARSOF)                | Niederländische Marine                                                               | Niederlande             | 2013                    |
| Operational Diving Division                                              | South African Navy                                                                   | Südafrika               | 1957                    |
| PASKAL                                                                   | Streitkräfte Malaysias                                                               | Malaysia                | 1980                    |
| Rannikkojääkärit                                                         | Finnische Streitkräfte                                                               | Finnland                | 1960                    |
| Reparti i Neutralizimit te Elementit te Armatosur (RENEA)                | Albanische Streitkräfte                                                              | Albanien                | 1990                    |
| Royal Marine Commandos                                                   | Royal Navy                                                                           | Vereinigtes Königreich  | 1946                    |
| Sualtı Taaruz/Savunma Kommandoları (SAT/SAS)                             | Türkische Streitkräfte                                                               | Türkei                  | 1963                    |
| Särskilda operationsgruppen (SOG)                                        | Schwedisches Heer                                                                    | Schweden                | 2011                    |
| Schajetet 13                                                             | Israelische Marine                                                                   | Israel                  | 1949                    |
| Shqiponjat e Zeza (ShZ)                                                  | Albanische Streitkräfte                                                              | Albanien                | 1995                    |
| South African Special Forces Brigade                                     | Südafrikanische Streitkräfte                                                         | Südafrika               | 1972                    |
| Special Air Service (SAS)                                                | British Army                                                                         | Vereinigtes Königreich  | 1941                    |
| Special Boat Service (SBS)                                               | Royal Navy                                                                           | Vereinigtes Königreich  | 194?                    |
| Special Boat Squadrons (SBS)                                             | US Navy                                                                              | Vereinigte Staaten      | 1987                    |
| Bojna za Specijalna Djelovanja (BSD) / Special Force Bataillon           | Kroatische Streitkräfte                                                              | Kroatien                | 2000                    |
| Special Operations Forces (GSOF)                                         | Georgisches Heer                                                                     | Georgien                | 1993                    |
| Special Forces Groupe (SFG & DAS)                                        | Belgische Streitkräfte (Para-Commando-Brigade)                                       | Belgien                 | 1997                    |
| Special Forces Groupe (Delta Forces)                                     | Streitkräfte Luxemburgs                                                              | Luxemburg               | 1987                    |
| Special Reconnaissance Regiment (SRR)                                    | British Army                                                                         | Vereinigtes Königreich  | 2005                    |
| Specialne Sile                                                           | Slowenische Streitkräfte                                                             | Slowenien               | ?                       |
| Specialo Uzdevumu Vieniba (SUV)                                          | Lettische Streitkräfte                                                               | Lettland                | 1998                    |
| Spezialdetachement der Militärpolizei (MP Spez Det)                      | Schweizer Armee                                                                      | Schweiz                 | 2004                    |
| Spezialeinheiten-Kommando                                                | Schweizer Armee                                                                      | Schweiz                 | 1988                    |
| Unidad de Operaciones Especiales (UOE)                                   | Spanische Marineinfanterie                                                           | Spanien                 | 1952                    |
| Unidad Especial de Buceadores de Combate (UEBC)                          | Spanische Streitkräfte                                                               | Spanien                 | 1953                    |
| Сили спеціальних операцій (ССО)                                          | Ukrainische Streitkräfte                                                             | Ukraine                 | 2016                    |
| US Army Rangers (75th Rgr Rgt)                                           | US Army                                                                              | Vereinigte Staaten      | 1941                    |
| US Army Special Forces Command (Green Berets)                            | US Army                                                                              | Vereinigte Staaten      | 1952                    |
| US Marine Corps Forces Special Operations Command (MARSOC)               | US Marine Corps                                                                      | Vereinigte Staaten      | 2006                    |
| US Naval Special Warfare Development Group (DEVGRU)                      | US Navy                                                                              | Vereinigte Staaten      | 1987                    |
| US Navy SEALs (USN SEALs)                                                | US Navy                                                                              | Vereinigte Staaten      | 1962                    |
| Utti Jaeger Regiment                                                     | Finnische Armee                                                                      | Finnland                | 1997                    |
| Útvar speciálních operací Vojenské policie                               | Tschechische Streitkräfte                                                            | Tschechien              | 2004                    |
| Wympel                                                                   | FSB (Inlandsgeheimdienst)                                                            | Russland                | 1981                    |
| 4. Fliegende Staffel Hubschraubergeschwader 64 (4./HSG 64)               | Luftwaffe (Bundeswehr)                                                               | Deutschland             | 2016                    |

### Polizei, Zoll und andere Behörden
| Name der Einheit                                                                             | Gattung/Organisation/Verband                                            | Land                    | Aufstellung |
| -------------------------------------------------------------------------------------------- | ----------------------------------------------------------------------- | ----------------------- | ----------- |
| Aras                                                                                         | Polizei                                                                 | Litauen                 | ?           |
| Argus                                                                                        | Kantonspolizei Aargau                                                   | Schweiz                 | 1973        |
| Barrakuda                                                                                    | Kantonspolizei Basel-Landschaft                                         | Schweiz                 | 1973        |
| Basilisk                                                                                     | Kantonspolizei Basel-Stadt                                              | Schweiz                 | ?           |
| Batalhão de Operações Policiais Especiais (BOPE)                                             | Polícia Militar do Estado do Rio de Janeiro                             | Brasilien               | 1978        |
| Beredskapstroppen                                                                            | norwegische Polizei                                                     | Norwegen                | 1976        |
| Brigada Specială de Intervenție a Jandarmeriei                                               | Jandarmeria Română                                                      | Rumänien                | 2002        |
| COBRAS                                                                                       | Policía Nacional de Honduras                                            | Honduras                |             |
| Comando de Operaciones Especiales (COPES)                                                    | Policía Nacional de Colombia                                            | Kolumbien               | 1984        |
| Coordenadoria de Recursos Especiais (CORE)                                                   | Polícia Civil do Estado do Rio de Janeiro                               | Brasilien               | 1969        |
| Comando de Operações Táticas (COT)                                                           | Polícia Federal                                                         | Brasilien               | 1988        |
| DARD                                                                                         | Kantonspolizei Waadt                                                    | Schweiz                 |             |
| Diamant                                                                                      | Kantonspolizei Zürich                                                   | Schweiz                 | 1973        |
| Einsatzkommando Cobra (EKO Cobra)                                                            | Innenministerium / Generaldirektion für die öffentliche Sicherheit      | Österreich              | 1978        |
| EKAM (Eidiki Katastaltiki Antitromokratiki Monada)                                           | Griechische Polizei                                                     | Griechenland            | 1984        |
| EULEX IG                                                                                     | EULEX Kosovo                                                            | Europäische Union       | 2008        |
| Emergency Response Unit                                                                      | Garda Síochána                                                          | Irland                  | 1977        |
| Groupe d’intervention de la gendarmerie nationale (GIGN)                                     | Gendarmerie nationale                                                   | Frankreich              | 1974        |
| MEK Helvetia                                                                                 | Bundesamt für Zoll und Grenzsicherheit                                  | Schweiz                 |             |
| Brigade de recherche et d’intervention (BRI)                                                 | Police nationale                                                        | Frankreich              | 1964        |
| Enzian                                                                                       | Kantonspolizei Bern                                                     | Schweiz                 | 1972        |
| Sondereinheiten des föderalen Strafvollzugsdienstes                                          | FSIN                                                                    | Russland                | 1991        |
| Groupe d’Intervention de la Police Nationale d’Haïti (GIPNH)                                 | Police Nationale d’Haïti                                                | Haiti                   | 1996        |
| GRIF                                                                                         | Kantonspolizei Freiburg                                                 | Schweiz                 | 1975        |
| Grup Especial d’intervenció (GEI)                                                            | Mossos d’Esquadra                                                       | Spanien                 | 1991        |
| Grupo Especial de Operaciones (GEO)                                                          | Cuerpo Nacional de Policía                                              | Spanien                 | 1978        |
| Brigade antiterrorisme (BAT)                                                                 | Tunesische Nationalpolizei                                              | Tunesien                | 1977        |
| Grupo de Operaciones Policiales Especiales (GOPE)                                            | Carabineros de Chile                                                    | Argentinien             | 1979        |
| Grupo Especial de Operaciones Federales (GEOF)                                               | Bundespolizei (Policía Federal Argentina)                               | Argentinien             | 1994        |
| GSG 9 der Bundespolizei                                                                      | Bundespolizei                                                           | Deutschland             | 1972        |
| Hostage Rescue Team (HRT)                                                                    | Federal Bureau of Investigation (FBI)                                   | Vereinigte Staaten      | 1983        |
| JAMAM                                                                                        | Israelische Grenzpolizei                                                | Israel                  | 1974        |
| Jumbo                                                                                        | Polizei                                                                 | Schweiz                 | ?           |
| Comandos Jungla                                                                              | Policía Nacional de Colombia                                            | Kolumbien               | 1989        |
| KNP SWAT                                                                                     | Nationale Polizei Agentur                                               | Republik Korea          | ?           |
| Korean Coast Guard Special Operation Unit                                                    | Koreanische Küstenwache                                                 | Republik Korea          | 2002        |
| K-Kommandos                                                                                  | Estnische Polizei                                                       | Estland                 | 1991        |
| Luchs                                                                                        | Zentralschweizer Polizeikonkordat                                       | Schweiz                 | 1986        |
| Mobiles Einsatzkommando (MEK)                                                                | Landespolizeien / Landeskriminalämter (LKA) und Bundeskriminalamt (BKA) | Deutschland             | 1974        |
| Nucleo Operativo Centrale di Sicurezza (NOCS)                                                | Polizia di Stato                                                        | Italien                 | 1978        |
| Observationseinheiten Zoll (OEZ)                                                             | Bundeszollverwaltung                                                    | Deutschland             | 1989        |
| OMON                                                                                         | MWD                                                                     | Russland                | 1979        |
| Omada Prolipsis kai Katastolis Egklimatos (OPKE / ΟΠΚΕ)                                      | Griechische Polizei                                                     | Griechenland            | 2001        |
| Pasukan Gerakan Khas (PGK)                                                                   | Polizei                                                                 | Malaysia                | 1997        |
| Polis Özel Harekat                                                                           | Polizei                                                                 | Türkei                  | 1983        |
| Protiv Teroristička Jedinica                                                                 | Polizei                                                                 | Serbien                 | 2003        |
| Präzisionsschützenkommando (PSK)                                                             | Landespolizeien                                                         | Deutschland             | 1974        |
| Recherche Assistance Intervention Dissuasion (RAID)                                          | Police nationale                                                        | Frankreich              | 1985        |
| SIPA Special Support Unit                                                                    | SIPA                                                                    | Bosnien und Herzegowina | 2005        |
| Special Action Force (SAF)                                                                   | Philippine National Police                                              | Philippinen             | 1984        |
| Specijalna Policijska Jedinica (SPJ)                                                         | FUP                                                                     | Bosnien und Herzegowina |             |
| Specijalna antiteroristička jedinica Ministarstva unutrašnjih poslova Republike Srpske (SAJ) | Policija Republike Srpske                                               | Bosnien und Herzegowina |             |
| SOBT: Spezialeinheit für Kampf gegen Terror                                                  | Polizei/Gendarmerie                                                     | Bulgarien               | ?           |
| Skupiny Operativniho Nasazeni (SON)                                                          | Zoll (Celní správa České republiky)                                     | Tschechien              | 2017        |
| Sondereinheit für Observation (SEO)                                                          | Innenministerium / Generaldirektion für die öffentliche Sicherheit      | Österreich              | 1998        |
| Special Assault Team                                                                         | Japanische Polizei                                                      | Japan                   |             |
| Special Weapons and Tactics (SWAT)                                                           | Polizei                                                                 | Vereinigte Staaten      | 1972        |
| Special Task Force                                                                           | South African Police Service                                            | Südafrika               | 1976        |
| Specijalna Antiteroristicka Jedinica                                                         | Polizei                                                                 | Serbien                 | 1978        |
| Spezialeinsatzkommando (SEK)                                                                 | Landespolizeien                                                         | Deutschland             | 1972        |
| Skorpion Interventionseinheit                                                                | Stadtpolizei Zürich                                                     | Schweiz                 | ?           |
| SUAT                                                                                         | Policía Nacional del Perú                                               | Peru                    | 1988        |
| TIGRE                                                                                        | Polícia Civil do Paraná                                                 | Brasilien               | 1990        |
| TIGRES                                                                                       | keine                                                                   | Honduras                | 2014        |
| Tigris                                                                                       | Bundeskriminalpolizei                                                   | Schweiz                 | 2003        |
| Unidad Especial de Apoyo (UEA)                                                               | Fuerza Pública                                                          | Costa Rica              | ?           |
| Unidad Especial de Intervención (UEI)                                                        | Direccion de Inteligencia y Seguridad Nacional                          | Costa Rica              | 1982        |
| Unidad Especial de Intervención (UEI)                                                        | Guardia Civil                                                           | Spanien                 | 1978        |
| Unité Spéciale de la Police (USP)                                                            | Police Grand-Ducale                                                     | Luxemburg               | 2000        |
| Útvar osobitného určenia (UOU)                                                               | Polizei                                                                 | Slowakei                | ?           |
| Útvar rychlého nasazení (URNA)                                                               | Polizei                                                                 | Tschechien              | 1981        |
| Víkingasveitin                                                                               | Polizei                                                                 | Island                  | 1982        |
| Jandarma Özel Harekat                                                                        | Jandarma                                                                | Türkei                  | 1991        |
| Jandarma Özel Asayiş Komutanlığı                                                             | Jandarma                                                                | Türkei                  | 1991        |
| WEGA                                                                                         | Landespolizeidirektion Wien                                             | Österreich              | 1955        |
| Zentrale Unterstützungsgruppe Zoll (ZUZ)                                                     | Bundeszollverwaltung                                                    | Deutschland             | 1995        |

### Nachrichtendienst
| Name der Einheit            | Gattung/Organisation/Verband                                                    | Land               | Aufstellung |
| --------------------------- | ------------------------------------------------------------------------------- | ------------------ | ----------- |
| Brigada Antiteroristă       | Serviciul român de informații (SRI) / Inlandsnachrichtendienst                  | Rumänien           | 1977        |
| Counterterrorism Center     | Ministerium für Staatssicherheit (Nachrichtendienst, Anti-Terror Einheit)       | Georgien           | 1991        |
| Sajeret Matkal              | Agaf HaModi'in (AMAN) / Militärischer Nachrichtendienst                         | Israel             | 1964        |
| Service Action              | Direction Générale de la Sécurité Extérieure (DGSE) / Auslandsnachrichtendienst | Frankreich         | 1946        |
| Special Activities Division | Central Intelligence Agency (CIA) / Auslandsnachrichtendienst                   | Vereinigte Staaten | 1995        |
| Speznas                     | Glawnoje Raswedywatelnoje Uprawlenije (GRU) / Militärischer Nachrichtendienst   | Russland           | 1950        |
| Special Group               | Research and Analysis Wing (Auslandsnachrichtendienst)                          | Indien             | 1981        |

## Außer Dienst gestellte Spezialeinheiten
Auswahl polizeilicher, militärischer und sonstiger Einheiten:
| Name der Einheit                                                           | Gattung/Organisation/Verband                                        | Land                                  | Aufstellung           | Auflösung |
| -------------------------------------------------------------------------- | ------------------------------------------------------------------- | ------------------------------------- | --------------------- | --------- |
| 4th Commando Brigade                                                       | Streitkräfte Biafras                                                | Biafra                                | 1968                  | 1969      |
| 1st Ktah Khas (KKA)                                                        | Afghanische Nationalarmee                                           | Afghanistan                           | (2013)                | 2021      |
| 9. Volkspolizei-Kompanie                                                   | Kasernierte Einheiten des MdI                                       | DDR                                   | 1980                  | 1990      |
| 14th Intelligence Company                                                  | British Army                                                        | Vereinigtes Königreich                | 1970                  | 2005      |
| AGM/S, Arbeitsgruppe des Ministers „militärisch-operative Spezialaufgaben“ | Ministerium für Staatssicherheit (MfS)                              | DDR                                   | ?                     | 1989      |
| Brandenburg                                                                | Wehrmacht                                                           | Deutsches Reich                       | 1939                  | 1945      |
| Crvene Beretke                                                             | Streitkräfte Jugoslawiens/Streitkräfte Serbien und Montenegros      | BR Jugoslawien/Serbien und Montenegro | 1996                  | 2003      |
| Einsatzabteilung Kranich                                                   | Bundessicherheitswachekorps                                         | Österreich                            | 1980                  | 2002      |
| Einsatzgruppen der Sicherheitspolizei und des SD                           | Hauptamt Sicherheitspolizei, Sicherheitsdienst des Reichsführers SS | Deutsches Reich                       | 1939                  | 1945      |
| Fallschirmjägerkompanien B1 (Kommando)                                     | Deutsches Heer                                                      | Deutschland                           | 1990                  | 1996      |
| Fernspäher (Fernspählehrkompanie 200)                                      | Deutsches Heer                                                      | Deutschland                           | 1962                  | 2015      |
| Kampfschwimmerkommando 18 (KSK-18)                                         | Volksmarine                                                         | DDR                                   | 1958                  | 1989      |
| Kommando Führung Operationen von Spezialkräften (Kdo FOSK)                 | Verbundkommando                                                     | Deutschland                           | 2005                  | 2012      |
| Hauptabteilung XXII                                                        | Ministerium für Staatssicherheit (MfS)                              | DDR                                   | Ende der 1960er Jahre | 1989      |
| Rhodesian Special Air Service                                              | Rhodesian Army                                                      | Rhodesien                             | 1951                  | 1980      |
| Berkut                                                                     | Polizei                                                             | Ukraine                               | 1992                  | 2014      |
| Kampfgeschwader 200                                                        | Luftwaffe                                                           | Deutsches Reich                       | 1939                  | 1945      |
| Long Range Desert Group                                                    | British Army                                                        | Vereinigtes Königreich                | 1940                  | 1943      |
| Luftsturmregiment 40                                                       | Nationale Volksarmee                                                | DDR                                   | 1960                  | 1990      |
| Panteri                                                                    | Armee der Republik Serbische Krajina                                | Republik Serbische Krajina            | 1990                  | 199?      |
| Särskilda inhämtningsgruppen (SIG)                                         | Schwedisches Heer                                                   | Schweden                              | 2007                  | 2011      |
| Särskilda Skyddsgruppen (SSG)                                              | Schwedisches Heer                                                   | Schweden                              | 1994                  | 2011      |
| Sivi Vukovi                                                                | Streitkräfte Jugoslawiens                                           | BR Jugoslawien                        | 1992                  | 1995      |
| Škorpioni                                                                  | Streitkräfte Jugoslawiens                                           | BR Jugoslawien                        | 1995                  | 1999      |
| Special Operations Executive (SOE)                                         | MI6                                                                 | Vereinigtes Königreich                | 1940                  | 1946      |
| SS Kommando Otto Skorzeny                                                  | Waffen-SS                                                           | Deutsches Reich                       | 1944                  | 1945      |
| SS-Sondereinheit Dirlewanger                                               | SS                                                                  | Deutsches Reich                       | 1940                  | 1945      |
| Stern                                                                      | Stadtpolizei Bern                                                   | Schweiz                               | 1975                  | 2007      |
| Underwater Demolition Team (UDT)                                           | US Navy                                                             | Vereinigte Staaten                    | 1942                  | 1983      |
| Unterstützungsgruppen Zoll (UGZ)                                           | Bundeszollverwaltung                                                | Deutschland                           | 2003                  | 2007      |
| US Marine Corps Force Reconnaissance                                       | US Marine Corps                                                     | Vereinigte Staaten                    | 1954                  | 2006      |
| Jechida 101                                                                | Israelische Streitkräfte                                            | Israel                                | 1953                  | 1954      |
| Erillinen Pataljoona 4                                                     | Finnische Armee                                                     | Finnland                              | 1943                  | 1944      |
| Einheit Omega                                                              | sakartvelos dazvervis samsakhuri                                    | Georgien                              | 1992                  | 1995      |
| Special Team 6                                                             | Übergangsverwaltungsmission der Vereinten Nationen im Kosovo        | Vereinte Nationen                     | 1999                  | ca. 2008  |